# Estação Rodoviária (Metrorec)
A Estação Rodoviária é uma estação de metrô do Metrô do Recife. O movimento da estação é muito alto, pois possui terminal rodoviário interestadual e um terminal integrado (TI TIP), a estação é mais utilizada para quem usa a Linha Centro. Após a sua construção, a demanda das pessoas que utilizavam o metrô cresceu muito, pois muitas pessoas chegavam mais rápido à rodoviária que fica próxima a ela.

## Terminal Integrado (SEI)
A estação faz integração com 11 linhas de ônibus.
- 049 - TI TIP / Moreno (BR-232) (Borborema Imperial)
- 219 - TI TIP / TI Jaboatão (Sancho) (Borborema Imperial)
- 302 - TI TIP / Caxangá (Viação Mirim)
- 346 - TI TIP (Conde da Boa Vista) (Borborema Imperial)
- 347 - TI TIP (Joana Bezerra) (Borborema Imperial)
- 348 - TI TIP / Curado V (Borborema Imperial)
- 351 - TI TIP / Curado II (Borborema Imperial)
- 361 - TI TIP / Curado IV (Rua 14) (Borborema Imperial)
- 363 - TI TIP / Curado IV (Avenida 01) (Borborema Imperial)
- 370 - TI TIP / TI Aeroporto (Borborema Imperial)
- 2410 - TI TIP / Parque Capibaribe (Mobi Brasil)

Ocasionalmente, em dias de eventos na Arena de Pernambuco:
- 048 - TI TIP / Arena (Borborema Imperial/Mobi Brasil/Consórcio Recife)